# Herbert Schnüll
Herbert Schnüll (* 7. Dezember 1898 in Bremen; † nach 1943) war ein deutscher politischer Funktionär. Er gehörte als NSKK-Obergruppenführer und Inspektor der NSKK-Motorsportschulen zu den höchsten Funktionären des Nationalsozialistischen Kraftfahrkorps.
Schnüll amtierte seit 1933 als Führer der Motor-SA-Brigade Berlin-Brandenburg. Nach der Verschmelzung der Motor-SA und des NSKK im August 1934 übernahm er die Leitung des NSKK im Berliner Raum. Im Juni 1936 wurde er zum Inspektor der NSKK-Motorsportschulen bestellt.
1938 kandidierte Schnüll erfolglos auf der „Liste des Führers zur Wahl des Großdeutschen Reichstags“ für ein Mandat im nationalsozialistischen Reichstag.
Nach dem Tod des Korpsführers des NSKK Adolf Hühnlein im Jahr 1942 stieg Schnüll zum ständigen Stellvertreter von Hühnleins Nachfolger als Kommandeur des NSKK, Erwin Kraus, und damit zum zweithöchsten Mann des NSKK auf.